# Niwki (gromada w powiecie zawierciańskim)
Niwki – dawna gromada, czyli najmniejsza jednostka podziału terytorialnego Polskiej Rzeczypospolitej Ludowej w latach 1954–1972.
Gromady, z gromadzkimi radami narodowymi (GRN) jako organami władzy najniższego stopnia na wsi, funkcjonowały od reformy reorganizującej administrację wiejską przeprowadzonej jesienią 1954 do momentu ich zniesienia z dniem 1 stycznia 1973, tym samym wypierając organizację gminną w latach 1954–1972.
Gromadę Niwki z siedzibą GRN w Niwkach (obecnie w granicach Poręby) utworzono – jako jedną z 8759 gromad na obszarze Polski – w powiecie zawierciańskim w woj. stalinogrodzkim, na mocy uchwały nr 24/54 WRN w Stalinogrodzie z dnia 5 października 1954. W skład jednostki wszedł obszar dotychczasowej gromady Niwki ze zniesionej gminy Poręba oraz obszar dotychczasowej gromady Leśniaki ze zniesionej gminy Pińczyce w tymże powiecie. Dla gromady ustalono 12 członków gromadzkiej rady narodowej.
20 grudnia 1956 województwo stalinogrodzkie przemianowano (z powrotem) na katowickie.
31 grudnia 1961 gromadę zniesiono, a jej obszar włączono do gromady Żelisławice w tymże powiecie.